# Francisco II da Lorena
Francisco II da Lorena (em francês:  François II de Lorraine; Nancy, 27 de fevereiro de 1572 – 14 de outubro de 1632), foi o terceiro filho do duque Carlos III da Lorena e de Cláudia de Valois.
Influenciado pelo seu filho, que viria a ser o duque Carlos IV da Lorena, foi levado a proclamar-se duque da Lorena e de Bar por um breve período, de 21 a 26 de novembro de 1625.

## Um talentoso príncipe
Sexta criança (e terceiro rapaz) nascido do casamento de Carlos III da Lorena e de Cláudia de Valois, usou inicialmente o título de conde de Vaudémont.
Confrontado com a fraqueza do seu herdeiro, Carlos III nomeia-o lugar-tenente general dos estados Loreros durante as viagens que fez em França, em 1594 a fim de concluir a paz com o rei Henrique IV de França. A paz com a França permite-lhe tornar-se governador e lugar-tenente general do rei de França nas cidades sob proteção francesa desde 1552 – ver Três Bispados.
Durante algum tempo foi generalissimo da república de Veneza tendo pedido, em vão, a mão da sobrinha do Grão-duque da Toscana, Maria de Médici, que viria a casar com Henrique IV de França.
De regresso à Lorena, casa em 1597 com Cristina, condessa herdeira de Salm que lhe trás em dote a soberania sobre o condado de Salm e uma fortuna considerável, dando-lhe seis filhos.
Entre setembro e outubro de 1606, como representante de seu pai, ele efetua uma viagem diplomática a Inglaterra.

## Morte do pai
Em 1608, o duque Carlos III morre deixando o trono ao seu filho mais velho, Henrique II. Em 1608, nasce também Nicole de Lorena, primeira filha do duque Henrique. Francisco e os seus filhos deixam de ser herdeiros dos tronos ducais.

## Herdeiro da Lorena
O poderoso rei de França pensa em casar a futura duquesa de Lorena e de Bar com o seu filho, o futuro Luís XIII para que a Lorena e o Barrois fossem natural e legitimamente incorporados na coroa de França. Mas o rei Henrique IV foi assassinado em 1610 e a sua viúva, Maria de Médici, de quem Francisco pedira a mão em casamento, assume a regência, abandonado a aliança Lorena pela aliança Espanhola.
Entretanto, Francisco esperava que a futura duquesa, a sua sobrinha Nicole, viesse a casar com o seu filho mais velho, Carlos, o mais próximo herdeiro em linha masculina.
Or le duc Henri II songeait à marier a sua filha que tinha 13 anos. A sua escolha era o seu favorito, o talentoso barão de Ancerville, Luís de Guise. Apesar das muitas qualidades do barão e apesar de ser aparentado com a Casa de Lorena, a escolha do duque colide com a expectativas da família ducal, da nobreza Lorena e da corte; de facto, o barão, filho adulterino do defunto Cardeal de Guise, não era um príncipe legítimo.
Em 1621, em disputa com o irmão e por mostrar a sua desaprovação à Europa inteira, o conde de Vaudémont e a sua família deixam os ducados e procuram a proteção ao Imperador.
Ele junta-se ao exército imperial e combate os Protestantes alemães. O seu filho mais velho, Carlos, com apenas 16 anos, distingue-se na Batalha da Montanha Branca.
Foi concluído um acordo entre os dois irmãos: a filha do duque casaria com o seu primo co-irmão Carlos, filho de Francisco, enquanto que o favorito do duque casaria com Henriqueta, filha de Francisco, recebendo os senhorios de Phalsburgo e Lixheim, entretanto erigidos no novo Principado de Phalsburgo e Lixheim.
Carlos prometeu reinar com Nicole, como duque consorte, por direito da sua mulher.

## Filho de duque, pai de duque, duque
O duque Henrique II da Lorena morre a 31 de julho de 1624 e, não tendo filhos varões, designara como sucessor a sua filha Nicole de Lorena, casada com Carlos de Vaudémont, o filho mais velho de Francisco, precisando que Carlos governaria como consorte da mulher.
Assim, inicia-se um governo de co-soberanos, uma duquesa de 16 anos e o seu consorte de 20 anos. A jovem soberana assinava os decretos, o seu marido confirmava-os. As moedas cunhadas mostravam o perfil da soberana em primeiro plano, e em segundo o do seu consorte.
Tal situação gerava grande desconforto no jovem que tinha um feitio pouco adequado a mero príncipe consorte e preferia reinar só. Francisco estava determinado a que o filho alcançasse os seus objetivos.
Entretanto, e nem a propósito, fora encontrado um testamento do duque Renato II, o glorioso vencedor de Carlos, o Temerário, datado de 1506, especificando que os ducado só poderiam ser transmitidos em linha masculina. Chamado a pronunciar-se, o tribunal soberano foi favorável ao conde de Vaudémont, atestando a autenticidade do documento e Francisco passou a ser o verdadeiro herdeiro dos ducados em detrimento da sua sobrinha.
Em novembro de 1625, Francisco de Vaudémont, apoiando-se nos termos do testamento de Renato II, reivindica os ducados. Os Éstados Gerais da Lorena consideram o seu pedido legítimo. A duquesa Nicole e o duque consorte Carlos abdicam e Francisco, conde de Vaudémont torna-se duque soberano a 21 de novembro de 1625. Deixa Badonviller, a capital do Condado de Salm, onde ele apoiara a política pró-católica do Eleitor Palatino Otão Henrique, recentemente convertido, dirigindo-se para Nancy.
Aproveita para reembolsar as suas dívidas com as finanças ducais. Cinco dias mais tarde, abdica a favor do seu filho, que se torna no duque Carlos IV.
Este tenta, então, separar-se da sua esposa Nicole, principal vítima desta conjura politico-familiar. Carlos tenta, em vão, que o Papa anule o seu casamento. Como argumentos, vai ao ponto de insinuar que o baptismo de Nicole não era válido fazendo condenar por feitiçaria o padre que a batizara, e pretendendo queimá-lo vivo.

## Uma reforma dourada
Francisco, que perdera a sua esposa em 1627, dedica-se à gestão dos seus condados de Vaudémont e de Salm. Protege o compositor Nicolas Signac, que  lhe dedica a sua coletânea de salmos publicada em 1630 e, provavelmente,  o seu terceiro livro de músicas de 1625. 
Em 1632, as intrigas do seu filho e a sua desastrosa política exterior indisposeram os seus vizinhos franceses, que invadem militarmente os ducados. A ocupação durará até ao fim do século e os habitantes dos ducados sofrem fortemente com as pilhagens da Guerra dos Trinta Anos.
No mesmo ano, o Duque emérito Francisco II de Lorena e de Bar, conde de Vaudémont, marquês de Hattonchattel, conde de  Salm, de Chaligny, barão de Viviers, Ruppes, Brandebourg, Turquestein e Monthureux-sur-Saône, vem a falecer tranquilamente no seu castelo de Badonviller com 60 anos. No seu testamento, ele indicava que « nunca tivera a ambição de usar a coroa neste mundo »,

## Casamento e descendência

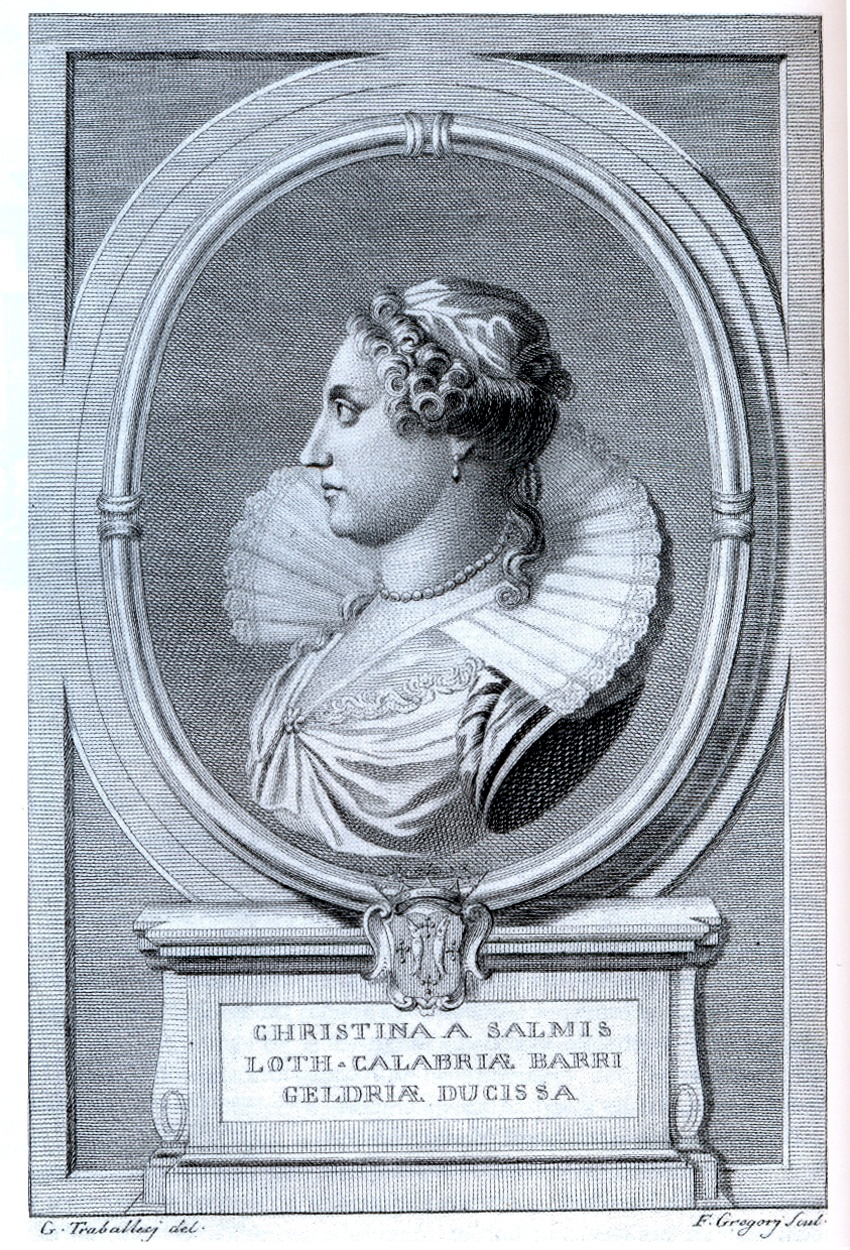
Cristina de Salm

Impedido de casar com a riquíssima Maria de Médici, ele faz um vantajoso casamento ao casar, a 12 de março de 1597, com a rica herdeira Cristina de Salm, filha do conde Paulo de Salm e de Maria Le Veneur de Thilières (1575-1627).
Desse casamento nasceram seis filhos:
1. Henrique (Henri) (1602–1611), Marquês de Hattonchâtel, morreu na infância;[2]
2. Carlos IV (Charles) (1604–1675), que viria a ser duque da Lorena, casou com Nicole de Lorena,[3] sem geração; casou em segundas núpcias com Beatriz de Cusance , com geração;
3. Henriqueta (Henriette) (1605–1660),[2] casada com Luís de Guise, Barão de Ancerville, filho ilegítimo do Cardeal de Guise; sem geração;
4. Nicolau II Francisco (Nicolas François) [2] (1609–1670), que veio a ser duque da Lorena; casou com Cláudia de Lorena, com geração;
5. Margarida de Lorena (Marguerite)[2] (1615–1672), que casou com Gastão de França, Duque de Orleães; com geração;
6. Cristina (Christine) (1621–1622)[2] morta na infância.